# Parque nacional de Folgefonna
El Parque nacional de Folgefonna (en noruego: Folgefonna nasjonalpark) es un área protegida que tiene una superficie de 545,2 kilómetros cuadrados. Se extiende por los municipios de Jondal, Kvinnherad, Etne, Odda y Ullensvang. El parque nacional fue inaugurado por la Reina Sonja el 14 de mayo de 2005. Folgefonna es un término colectivo para los tres glaciares en el parque, de los cuales el más al sur es el tercer glaciar más grande de Noruega.
El primer elemento del nombre folge significa "fina capa de nieve", el último elemento es la forma finita de Fonn  "masa de nieve, o los glaciares de nieve".